# Oenothera stricta
Oenothera stricta es una especie de la familia de las onagráceas.

## Descripción
Planta de tallo peloso, moteado de rojo, erecto, 50-150 cm, de hojas basales oblanceoladas a lineales; hojas caulinares estrechamente lanceoladas, de márgenes ondulados, finamente dentados. Pétalos amarillos que se vuelven rojizos, 2-4,5 cm; tubo calicino 1,5-3 cm, sépalos rojizos. Cápsula visiblemente alargada en su mitad superior, pelosa. Florece desde la primavera y a lo largo del verano.

## Hábitat
Sobre dunas

## Distribución
Originaria de Chile, e introducida en España, Portugal, Francia, Alemania, Suiza, Italia y Rusia